# Abbaye Sainte-Madeleine de Geneston
L'abbaye Sainte Madeleine de Géneston, dans la commune de Geneston dans l'actuel département de la Loire-Atlantique, est une fondation pour les Chanoines réguliers de saint Augustin en Bretagne, établie sous le règne de Conan III de Bretagne en 1147 par Bernard, évêque de Nantes.

## Historique
Fondée vers 1160 par Bernard Ier, évêque de Nantes (mort le 27 décembre 1169), à partir de l'établissement de six religieux sur place en 1147. Elle est reconnue comme abbaye du fait de l'importance de ses revenus dans une bulle pontificale d'Alexandre III de 1163. Le nécrologue de l'abbaye fournit les dates de décès de nombreux abbés sans toutefois toujours préciser les années de leur mort.

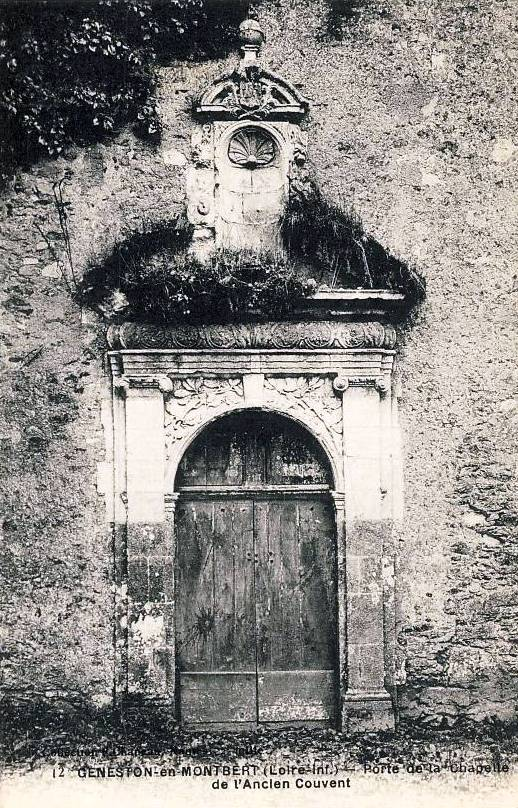
Porte de la chapelle de l'ancien couvent.

En 1521 est élu le 1er abbé commendataire Michel de Coëtlogon qui n'obtient confirmation de son abbatiat qu'en 1533, après une longue procédure contre François de Sacré, candidat du roi de France. Les abbés commendataires se succèdent ensuite jusqu'à 1790 dont l'architecte Philibert Delorme protégé de roi Henri II de France et Louis-Malo Moreau de Maupertuis de Saint-Hélier, frère du scientifique malouin Pierre Louis Moreau de Maupertuis.
Les abbés Louis de Mars et Sébastien-Joseph du Cambout tentent cependant de réformer le monastère. Le second signe même en 1656 un accord avec la congrégation de Saint-Geneviève de Paris. Néanmoins en 1750 le chapitre de chanoines ne se compose que de trois prêtres et en 1783 le clocher est foudroyé et un seul prêtre assure les offices. La Révolution française épargne l'église abbatiale, qui, trop vétuste, doit cependant être démolie en 1874 et remplacée par l'église paroissiale actuelle. Seuls quelques vestiges et une maison particulière rappellent les vastes bâtiments de l'ancienne abbaye.

## Sources
- Les Abbayes Bretonnes  ouvrage collectif. Biennale des Abbayes Bretonnes Le Sarment Fayrd  (ISBN 9782213013138).  Pierre Fréor  « Sainte Madeleine de Géneston » p. 279-282